# Aeschi, Solothurn
Aeschi (Äschi) är en kommun i distriktet Wasseramt i kantonen Solothurn i Schweiz. Kommunen har 1 329 invånare (2023).
För att undvika förväxling med kommunen Aeschi bei Spiez i kantonen Bern skriver man ofta Aeschi SO.

## Beskrivning
Kommunen består av tre byar: Aeschi, Burgäschi och Steinhof. I kommunen ligger större delen av sjön Burgäschisee.

### Byn Aeschi
Byn Aeschi är kommunens centrum med kyrka, skola och affär. Den ligger på en sydostsluttning, omgiven av åker och äng.

### Burgäschisee
Sjön Burgäschisee ligger 1 km sydost om byn Aeschi. Sjön, som är cirka 20 ha stor och upp till 31 m djup ligger på gränsen mellan kantonerna Bern och Solothurn och är den största sjön i kantonen Solothurn. Här finns lämningar från stenåldersbyar som byggts på pålar i sjön. Under 1900-talet sänktes sjöns yta för att öka jordbruksarealen.

### Burgäschi
Vid sjöns nordände ligger den lilla byn Burgäschi, vars namn kommer av en medeltida borg, grundlagd runt år 1100. Byn var under 160 år en egen kommun som 1994 gick ihop med Aeschi.

### Steinhof
1 januari 2012 fusionerade Aeschi med Steinhof, en enklav i kantonen Bern, belägen 2 km sydost om Burgäschi.

## Historia
- Runt Burgäschisee har man funnit föremål från äldre stenåldern och lämningar av byar från mellersta och yngre stenåldern.
- Under romartiden fanns en bondgård i Aeschi.
- Aeschi omnämns först 1267.
- År 1332, som en följd av Gümmenenkriget, kom trakten under Solothurns och Berns inflytande.
- Med fördraget i Wynigen 1665 övertog Solothurn alla Berns rättigheter till Aeschi.
- 1679 grundlades kyrkan Sankta Anna i Aeschi som senare utvidgats. 1683 inrättades Aeschi församling som även omfattar byarna Bolken, Etziken, Hüniken och Winistorf.

## Galleri

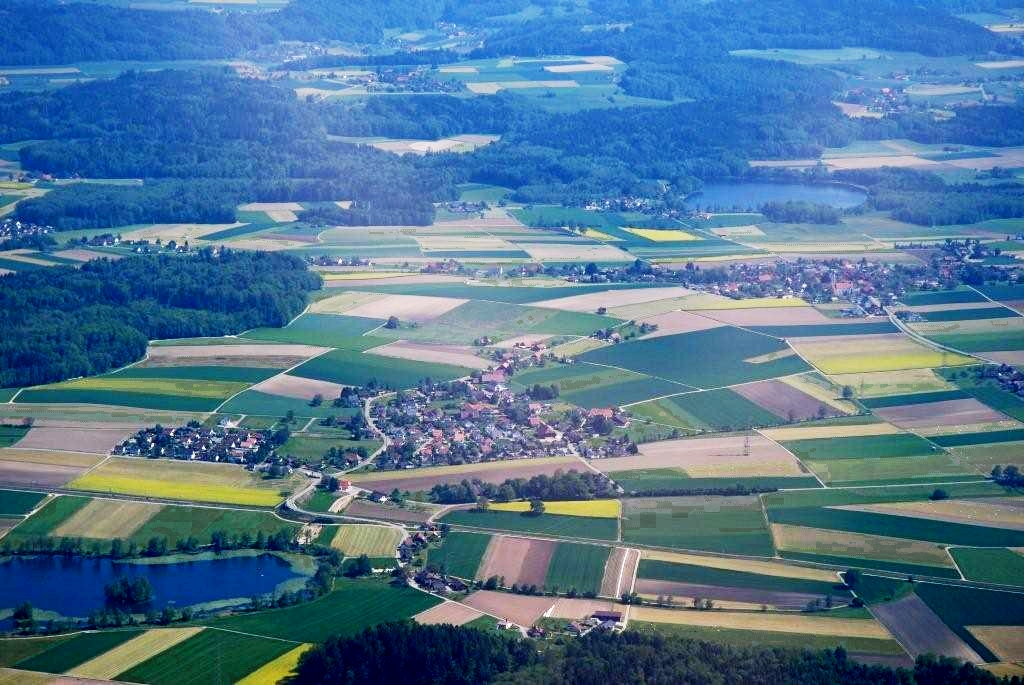
Aeschisee, Aeschi och Burgäschi, i förgrunden Inkwil
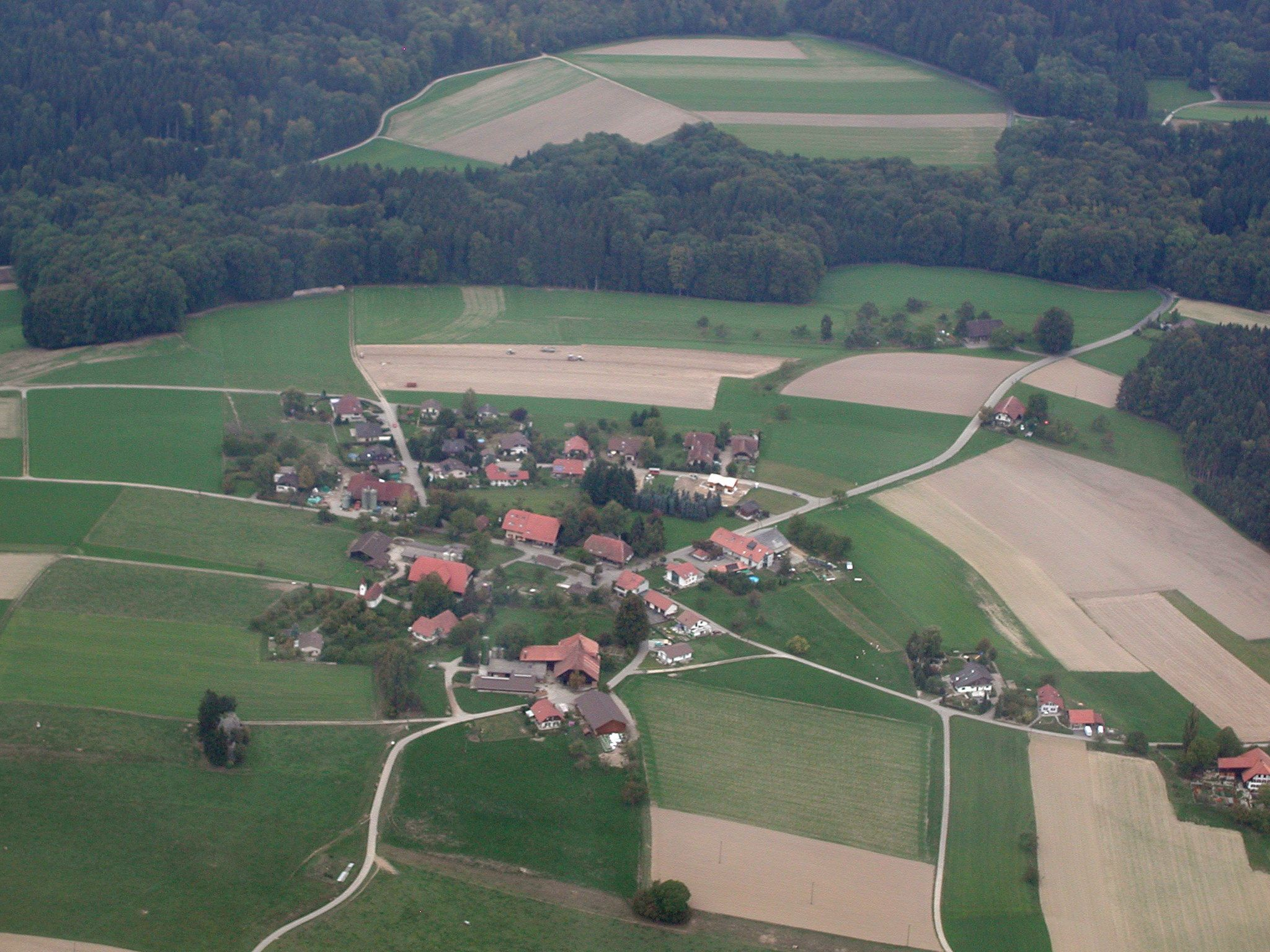
Steinhof